# 윤준형
윤준형(1974년 ~ )은 대한민국의 영화 감독이다.

## 주요 작품
- 그놈이다
- 목두기 비디오
- 마루이 비디오